# 대한민국 과학기술정보통신부
과학기술정보통신부(科學技術情報通信部)는 과학기술정책의 수립·총괄·조정·평가, 과학기술의 연구개발·협력·진흥, 과학기술인력 양성, 원자력 연구·개발·생산·이용, 국가정보화 기획·정보보호·정보문화, 방송·통신의 융합·진흥 및 전파관리, 정보통신산업, 우편·우편환 및 우편대체에 관한 사무를 관장하는 대한민국의 중앙행정기관이다. 장관은 국무위원으로, 차관 및 과학기술혁신본부장은 정무직공무원으로 보한다.

## 소관 사무
- 과학기술정책의 수립·총괄·조정·평가에 관한 사무
- 과학기술의 연구개발·협력·진흥에 관한 사무
- 과학기술인력 양성에 관한 사무
- 원자력 연구·개발·생산·이용에 관한 사무
- 국가정보화 기획ㆍ정보보호·정보문화에 관한 사무
- 방송·통신의 융합·진흥 및 전파관리에 관한 사무
- 정보통신산업에 관한 사무
- 우편·우편환에 관한 사무
- 우편대체에 관한 사무

## 연혁
- 1948년 7월 17일: 체신부를 설치.[4]
- 1961년 10월 2일: 전파관리국을 외국으로 분리.[5]
- 1967년 3월 30일: 경제기획원 기술관리국을 과학기술처로 분리.[6]
- 1982년 1월 1일: 전파관리국을 체신부 내국으로 통합.[7]
- 1994년 12월 23일: 체신부를 정보통신부로 개편.[8]
- 1998년 2월 28일: 과학기술처를 과학기술부로 개편.[9]
- 2008년 2월 29일: 과학기술부와 교육인적자원부를 통합하여 교육과학기술부를 설치. 산업자원부로부터 산업기술인력 양성에 관한 사무를 이관받음. 정보통신부를 방송통신위원회로 개편.[10]
- 2013년 3월 23일: 교육과학기술부를 미래창조과학부와 교육부로 분리. 문화체육관광부로부터 디지털콘텐츠에 관한 사무를, 지식경제부로부터 정보통신산업과 우편·우편환 및 우편대체에 관한 사무를, 방송통신위원회로부터 방송·통신의 융합·진흥 및 전파관리와 정보통신, 국가과학기술위원회의 소관사무를 이관받음.[11]
- 2017년 7월 26일: 과학기술정보통신부로 개편. 기술창업활성화 관련 창조경제 진흥에 관한 사무를 중소벤처기업부에 이관.[12]
- 2023년 3월 : 정부세종청사로 이전.

## 조직
| 실·국                          | 정책관·심의관실          | 담당관실·과                                                                                                  |
| 장관 산하 하부조직             | 장관 산하 하부조직       | 장관 산하 하부조직                                                                                           |
| ------------------------------ | ------------------------ | --- |
| 대변인실                       | 대변인실                 | 홍보담당관실ㆍ디지털소통팀                                                                                   |
| 감사관실                       | 감사관실                 | 감사담당관실                                                                                                 |
| 장관정책보좌관실               |                          | |
| 제1차관 산하 하부조직          |                          | |
| 기획조정실                     | 정책기획관실             | 기획재정담당관실ㆍ혁신행정담당관실ㆍ규제개혁법무담당관실ㆍ정보화담당관실ㆍ정보보호담당관실                   |
| 기획조정실                     | 국제협력관실             | 국제협력총괄담당관실ㆍ미주아시아협력담당관실ㆍ구주아프리카협력담당관실ㆍ다자협력담당관실                     |
| 기획조정실                     | 비상안전기획관실         | |
|                                |                          | 운영지원과                                                                                                   |
| 연구개발정책실                 | 기초원천연구정책관실     | 연구개발정책과ㆍ기초연구진흥과ㆍ원천기술과ㆍ생명기술과ㆍ첨단바이오기술과ㆍ융합기술과                         |
| 연구개발정책실                 | 거대공공연구정책관실     | 거대공공연구정책과ㆍ우주기술과ㆍ원자력연구개발과ㆍ거대공공연구협력과                                         |
| 연구개발정책실                 | 과학기술일자리혁신관실   | 연구성과일자리정책과ㆍ연구산업진흥과ㆍ지역과학기술진흥과ㆍ연구기관지원팀                                     |
| 미래인재정책국                 | 미래인재정책국           | 미래인재정책과ㆍ미래인재양성과ㆍ과학기술문화과ㆍ과학기술안전기반팀                                           |
| 제2차관 산하 하부조직          |                          | |
| 정보통신정책실                 | 정보통신정책관실         | 정보통신정책총괄과ㆍ디지털사회기획과ㆍ디지털신산업제도과ㆍ디지털포용정책팀                                   |
| 정보통신정책실                 | 인공지능기반정책관실     | 인공지능기반정책과ㆍ데이터진흥과ㆍ인터넷진흥과ㆍ디지털인재양성팀                                             |
| 정보통신정책실                 | 소프트웨어정책관실       | 소프트웨어정책과ㆍ소프트웨어산업과ㆍ디지털콘텐츠과                                                           |
| 정보통신정책실                 | 정보통신산업정책관실     | 정보통신산업정책과ㆍ정보통신방송기술정책과ㆍ정보통신산업기반과                                               |
| 네트워크정책실                 | 정보보호네트워크정책관실 | 네트워크정책과ㆍ디지털기반안전과ㆍ정보보호기획과ㆍ정보보호산업과ㆍ사이버침해대응과                           |
| 네트워크정책실                 | 통신정책관실             | 통신정책기획과ㆍ통신경쟁정책과ㆍ통신이용제도과ㆍ통신자원정책과                                               |
| 네트워크정책실                 | 방송진흥정책관실         | 방송진흥기획과ㆍ뉴미디어정책과ㆍ디지털방송정책과                                                             |
| 전파정책국                     | 전파정책국               | 전파정책기획과ㆍ전파방송관리과ㆍ주파수정책과ㆍ전파기반과                                                     |
| 과학기술혁신본부 산하 하부조직 |                          | |
| 과학기술혁신조정관실           |                          | |
| 과학기술정책국                 | 과학기술정책국           | 과학기술정책과ㆍ과학기술전략과ㆍ과학기술정책조정과ㆍ성장동력기획과                                           |
| 연구개발투자심의국             | 연구개발투자심의국       | 연구예산총괄과ㆍ연구개발투자기획과ㆍ공공에너지조정과ㆍ기계정보통신조정과ㆍ생명기초조정과                     |
| 성과평가정책국                 | 성과평가정책국           | 성과평가정책과ㆍ연구평가혁신과ㆍ연구제도혁신과ㆍ연구윤리권익보호과ㆍ과학기술정보분석과ㆍ연구개발타당성심사팀 |

### 소속기관
- 우정사업본부
- 장관의 관장 사무를 지원하는 기관
  - 국립전파연구원, 중앙전파관리소
- 장관의 관장 사무를 지원하는 책임운영기관
  - 국립중앙과학관, 국립과천과학관

### 소속 자문위원회
| 위원회명                   | 설치근거                                                    | 비고 |
| -------------------------- | ----------------------------------------------------------- | ---- |
| 간접비산출위원회           | 국가연구개발사업의관리 등에 관한 규정 제13조, 제13조제1항   |      |
| 공익성심사위원회           | 전기통신사업법 제10조                                       |      |
| 국가연구개발정보관리위원회 | 국가연구개발사업의관리등에 관한 규정 제13조                 |      |
| 국가정보화정책조정협의회   | 국가정보화기본법 시행령 제5조                               |      |
| 국가초고성능컴퓨팅위원회   | 국가초고성능컴퓨터활용 및 육성에 관한 법률 제7조            |      |
| 국가핵융합위원회           | 핵융합에너지 개발진흥법 제6조                               |      |
| 국제과학비즈니스벨트위원회 | 국제과학비즈니스벨트 조성 및 지원에 관한 특별법 제5조       |      |
| 국제과학비즈니스벨트협의회 | 국제과학비즈니스벨트 조성 및 지원에 관한 특별법 제7조       |      |
| 기술사제도발전심의위원회   | 기술사법 제3조의2                                           |      |
| 디지털방송활성화추진위원회 | 디지털전환특별법 제4조                                      |      |
| 방송통신발전기금운용심의회 | 방송통신발전기본법 제27조                                   |      |
| 생명공학종합정책심의회     | 생명공학육성법 제6조                                        |      |
| 성과지표심의위원회         | 국가연구개발사업등의 성과평가 및 성과관리에 관한 법률 제6조 |      |
| 여성과학기술인육성위원회   | 여성과학기술인육성 및 지원에 관한 법률 시행령 제5조         |      |
| 연구개발특구위원회         | 대덕연구개발특구 등의 육성에 관한 특별법 제7조              |      |
| 외부평가위원회             | 한국연구재단법 제15조                                       |      |
| 우정사업운영위원회         | 우정사업운영에 관한 특례법 제4조                            |      |
| 우체국보험분쟁조정위원회   | 우체국예금보험에 관한 법률 제48조2                          |      |
| 인터넷주소정책심의위원회   | 인터넷주소자원에 관한 법률 제6조                            |      |
| 정보통신진흥기금운용심의회 | 정보통신산업진흥법 시행령 제26조                            |      |
| 지방과학기술진흥협의회     | 과학기술기본법 제9조의10                                    |      |
| 천체관측장비설치심의회     | 천문법 시행령 제4조                                         |      |
| 핵융합에너지연구협의회     | 핵융합에너지 개발진흥법 시행령 제17조                       |      |

## 정원
과학기술정보통신부에 두는 공무원의 정원은 다음과 같다.
| 총계      | 총계                        | 828명 |
| --------- | --------------------------- | ----- |
| 정무직 계 | 정무직 계                   | 4명   |
|           | 장관                        | 1명   |
|           | 차관                        | 2명   |
|           | 본부장                      | 1명   |
|           |                             |       |
| 별정직 계 | 별정직 계                   | 5명   |
|           | 고위공무원단                | 1명   |
|           | 3급 상당 이하 5급 상당 이상 | 1명   |
|           | 6급 상당 이하               | 3명   |
|           |                             |       |
| 일반직 계 | 일반직 계                   | 819명 |
|           | 고위공무원단                | 25명  |
|           | 3급 이하 5급 이상           | 437명 |
|           | 6급 이하                    | 353명 |
|           | 전문경력관                  | 4명   |

## 재정
총수입·총지출 기준 2023년 재정 규모는 다음과 같다.
| 구분                 | 구분                 | 세입예산             | 작년 대비 증감 |
| -------------------- | -------------------- | -------------------- | -------------- |
| 일반회계             | 일반회계             | 3303억 6700만 원     | +1.13%         |
| 국가균형발전특별회계 | 국가균형발전특별회계 | 101억 4900만 원      | +9.38%         |
| 우편사업특별회계     | 우편사업특별회계     | 3조 2672억 8700만 원 | +1.67%         |
| 우체국예금특별회계   | 우체국예금특별회계   | 2조 2823억 1700만 원 | +3.14%         |
| 우체국보험특별회계   | 우체국보험특별회계   | 1조 407억 8400만 원  | +1.2%          |
| 책임운영기관특별회계 | 책임운영기관특별회계 | 69억 9900만 원       | +4.52%         |
|                      | 국립중앙과학관       | 19억 8200만 원       | +0.78%         |
|                      | 국립과천과학관       | 50억 17만 원         | +2.24%         |
| 과학기술진흥기금     | 과학기술진흥기금     | 118억 9800만 원      | +20%           |
| 방송통신발전기금     | 방송통신발전기금     | 1조 481억 4500만 원  | +53.36%        |
| 원자력기금           | 원자력기금           | 3336억 300만 원      | -0.76%         |
| 정보통신진흥기금     | 정보통신진흥기금     | 1조 974억 500만 원   | +70.41%        |
|                      |                      |                      |                |
| 합계                 | 합계                 | 9조 4289억 5400만 원 | +11.31%        |

| 구분                             | 구분                             | 구분                             | 세출예산                | 작년 대비 증감 |
| -------------------------------- | -------------------------------- | -------------------------------- | ----------------------- | -------------- |
| 일반회계                         | 일반회계                         | 일반회계                         | 8조 6467억 700만 원     | +5.15%         |
|                                  | 국정운영                         | 국정운영                         | 37억 500만 원           | +32.32%        |
|                                  | 정부자원관리                     | 정부자원관리                     | 2025억 7300만 원        | +4.44%         |
|                                  | 고등교육                         | 고등교육                         | 1910억 4900만 원        | +1.37%         |
|                                  | 평생·직업교육                    | 평생·직업교육                    | 0원                     | -100%          |
|                                  | 교육일반                         | 교육일반                         | 36억 7500만 원          | +4.64%         |
|                                  | 문화예술                         | 문화예술                         | 850억 9000만 원         | +3.41%         |
|                                  | 산업혁신지원                     | 산업혁신지원                     | 388억 7600만 원         | +12.93%        |
|                                  | 방송통신                         | 방송통신                         | 1861억 4700만 원        | +8.47%         |
|                                  | 정보통신                         | 정보통신                         | 7215억 5900만 원        | +19.01%        |
|                                  | 과학기술연구지원                 | 과학기술연구지원                 | 3조 2282억 8000만 원    | +3.43%         |
|                                  | 과학기술일반                     | 과학기술일반                     | 1112억 7600만 원        | +8.93%         |
|                                  | 과학기술인력 및 문화             | 과학기술인력 및 문화             | 2110억 3900만 원        | +8.28%         |
|                                  | 과학기술연구개발                 | 과학기술연구개발                 | 3조 6634억 3800만 만 원 | +4.61%         |
| 국가균형발전특별회계             | 국가균형발전특별회계             | 국가균형발전특별회계             | 6144억 3900만 원        | +22.84%        |
|                                  | 평생·직업교육                    | 평생·직업교육                    | 625억 2000만 원         | +32.04%        |
|                                  | 산업혁신지원                     | 산업혁신지원                     | 290억 1800만 원         | -18.36%        |
|                                  | 방송통신                         | 방송통신                         | 14억 5000만 원          | 순증           |
|                                  | 정보통신                         | 정보통신                         | 2060억 2700만 원        | +145.3%        |
|                                  | 과학기술연구지원                 | 과학기술연구지원                 | 1519억 7600만 원        | -6.21%         |
|                                  | 과학기술연구개발                 | 과학기술연구개발                 | 1634억 4800만 원        | -4.56%         |
| 우편사업특별회계                 | 우편사업특별회계                 | 우정                             | 4조 384억 6500만 원     | +3.37%         |
| 우체국예금특별회계               | 우체국예금특별회계               | 우정                             | 1조 4383억 300만 원     | +14.75%        |
| 우체국보험특별회계               | 우체국보험특별회계               | 우정                             | 2958억 3500만 원        | -0.28%         |
| 에너지 및 자원사업 특별회계      | 에너지 및 자원사업 특별회계      | 과학기술연구지원                 | 4457억 5900만 원        | +3.85%         |
| 책임운영기관특별회계             | 책임운영기관특별회계             | 책임운영기관특별회계             | 693억 6900만 원         | +3.2%          |
|                                  | 국립중앙과학관                   | 과학기술인력 및 문화             | 352억 7900만 원         | +5.89%         |
|                                  | 국립과천과학관                   | 과학기술인력 및 문화             | 340억 9000만 원         | +0.56%         |
| 소재·부품·장비경쟁력강화특별회계 | 소재·부품·장비경쟁력강화특별회계 | 소재·부품·장비경쟁력강화특별회계 | 4322억 3000만 원        | -3.07%         |
|                                  | 정보통신                         | 정보통신                         | 188억 4800만 원         | -28.24%        |
|                                  | 과학기술연구지원                 | 과학기술연구지원                 | 1238억 7700만 원        | +0.35%         |
|                                  | 과학기술인력 및 문화             | 과학기술인력 및 문화             | 89억 8000만 원          | -2.18%         |
|                                  | 과학기술연구개발                 | 과학기술연구개발                 | 2805억 2500만 원        | -2.26%         |
| 과학기술진흥기금                 | 과학기술진흥기금                 | 과학기술진흥기금                 | 1109억 5900만 원        | +6.41%         |
|                                  | 과학기술인력 및 문화             | 과학기술인력 및 문화             | 971억 7800만 원         | +1.66%         |
|                                  | 과학기술연구개발                 | 과학기술연구개발                 | 137억 8100만 원         | +58.75%        |
| 방송통신발전기금                 | 방송통신발전기금                 | 방송통신발전기금                 | 1조 1282억 6100만 원    | -10.02%        |
|                                  | 문화예술                         | 문화예술                         | 4223억 8900만 원        | +3.32%         |
|                                  | 방송통신                         | 방송통신                         | 857억 6500만 원         | -41%           |
|                                  | 정보통신                         | 정보통신                         | 6201억 700만 원         | -11.38%        |
| 원자력기금                       | 원자력기금                       | 과학기술연구개발                 | 3328억 4300만 원        | +1.95%         |
| 정보통신진흥기금                 | 정보통신진흥기금                 | 정보통신진흥기금                 | 1조 3202억 2300만 원    | -24.7%         |
|                                  | 문화예술                         | 문화예술                         | 68억 3200만 원          | -16.8%         |
|                                  | 방송통신                         | 방송통신                         | 148억 4100만 원         | +24.53%        |
|                                  | 정보통신                         | 정보통신                         | 1조 2985억 5000만 원    | -25.07%        |
|                                  |                                  |                                  |                         |                |
| 합계                             | 합계                             | 합계                             | 18조 8733억 9300만 원   | +1.69%         |

## 같이 보기
- 과학기술정보통신부 장관
- 과학기술정보통신부 차관
- 우정사업본부
- 한국과학기술원
- 광주과학기술원
- 대구경북과학기술원
- 울산과학기술원
- 국가연구소대학교
- 이노베이션 아카데미
- 빅 데이터
- 공공데이터포털
- 한국인터넷진흥원
- 한국데이터진흥원
- 한국BI데이터마이닝학회
- 시청자미디어재단

### 내용주
1. ↑  2023년 9월 26일까지 존속하는 한시조직.
2. 1 2 3 4 5 6 7 8  개방형 직위.
3. ↑  2명을 두며 1명은 고위공무원단 나등급에 속하는 별정직공무원으로, 나머지 1명은 3급 또는 4급 상당 별정직공무원으로 보한다.
4. 1 2 3 4  2023년 9월 11일까지 존속하는 한시조직.
5. ↑  2024년 5월 31일까지 존속하는 한시조직.
6. ↑  한시정원 3명 포함.
7. ↑  한시정원 1명 포함.

### 참조주
1. 1 2  「과학기술정보통신부와 그 소속기관 직제」 별표 2 및 별표 5제4호·제7호·제8호
2. 1 2  기획재정부. “열린재정 > 재정연구분석 > 재정분석통계 > 예산편성현황(총수입)”. 《열린재정》. 2022년 12월 31일에 확인함.
3. 1 2  기획재정부. “열린재정 > 재정연구분석 > 재정분석통계 > 세목 예산편성현황(총지출)”. 《열린재정》. 2022년 12월 31일에 확인함.
4. ↑  법률 제1호
5. ↑  법률 제734호
6. ↑  법률 제1947호
7. ↑  대통령령 제10579호
8. ↑  법률 제4831호
9. ↑  법률 제5529호
10. ↑  법률 제8852호
11. ↑  법률 제11690호
12. ↑  법률 제14839호